# National Basketball Association 1958/1959
National Basketball Association 1958/1959 var den 13:e säsongen av den amerikanska proffsligan i basket. Säsongen inleddes den 19 oktober 1958 och avslutades den 11 mars 1959 efter 288 seriematcher, vilket gjorde att samtliga åtta lagen spelade 72 matcher var.
Torsdagen den 9 april 1959 vann Boston Celtics sin andra NBA-titel efter att ha besegrat Minneapolis Lakers med 4-0 i matcher i en finalserie i bäst av 7 matcher.
All Star-matchen spelades den 23 januari 1959 i Olympia Stadium i Detroit, Michigan. Western Division vann matchen över Eastern Division med 124-108.

## Grundserien
Not: V = Vinster, F = Förluster, PCT = Vinstprocent
- Lag i GRÖN färg till en slutspelserie.
- Lag i RÖD färg har spelat klart för säsongen.

| Lag                   | V  | F  | PCT  |
| --------------------- | -- | -- | ---- |
| Boston Celtics        | 52 | 20 | .722 |
| New York Knicks       | 40 | 32 | .556 |
| Syracuse Nationals    | 35 | 37 | .486 |
| Philadelphia Warriors | 32 | 40 | .444 |

| Lag                | V  | F  | PCT  |
| ------------------ | -- | -- | ---- |
| St. Louis Hawks    | 49 | 23 | .681 |
| Minneapolis Lakers | 33 | 39 | .458 |
| Detroit Pistons    | 28 | 44 | .389 |
| Cincinnati Royals  | 19 | 53 | .264 |

## Slutspelet
De tre bästa lagen i den östra och västra division gick till slutspelet. Där möttes tvåorna och treorna i kvartsfinalserier (divisionssemifinal) i bäst av 3 matcher. De vinnande lagen i kvartsfinalerna mötte divisionsvinnarna i semifinalserier (divisionsfinal). Semifinalerna och NBA-finalen avgjordes i serier i bäst av 7 matcher.
|  | Divisions Semifinaler | Divisions Semifinaler | Divisions Semifinaler |             |   | Divisions Finaler | Divisions Finaler | Divisions Finaler |  |  | NBA Final | NBA Final   | NBA Final |
|  |                       |                       |                       |             |   |                   |                   |                   |  |  |           |             |           |
|  |                       |                       |                       |             |   |                   |                   |                   |  |  |           |             |           |
|  |                       | 1                     | St. Louis             | 2           |   |                   |                   |                   |  |  |           |             |           |
|  | Western Division      | 1                     | St. Louis             | 2           |   |                   |                   |                   |  |  |           |             |           |
|  |                       |                       | 2                     | Minneapolis | 4 |                   |                   |                   |  |  |           |             |           |
|  | 3                     | Detroit               | 2                     | Minneapolis | 4 | 1                 |                   |                   |  |  |           |             |           |
|  | 3                     | Detroit               |                       |             |   | 1                 |                   |                   |  |  |           |             |           |
|  | 2                     | Minneapolis           | 2                     |             |   |                   |                   |                   |  |  |           |             |           |
|  |                       |                       |                       |             |   |                   |                   |                   |  |  | W2        | Minneapolis | 0         |
|  |                       |                       | E1                    | Boston      | 4 |                   |                   |                   |  |  |           |             |           |
|  |                       |                       |                       |             |   |                   |                   |                   |  |  |           |             |           |
|  |                       |                       |                       |             |   |                   |                   |                   |  |  |           |             |           |
|  |                       | 1                     | Boston                | 4           |   |                   |                   |                   |  |  |           |             |           |
|  | Eastern Division      | 1                     | Boston                | 4           |   |                   |                   |                   |  |  |           |             |           |
|  |                       |                       | 3                     | Syracuse    | 3 |                   |                   |                   |  |  |           |             |           |
|  | 3                     | Syracuse              | 3                     | Syracuse    | 3 | 2                 |                   |                   |  |  |           |             |           |
|  | 3                     | Syracuse              |                       |             |   | 2                 |                   |                   |  |  |           |             |           |
|  | 2                     | New York              | 0                     |             |   |                   |                   |                   |  |  |           |             |           |

### NBA-final
Boston Celtics vs. Minneapolis Lakers
| Match   | Datum   | Hemmalag    | Bortalag    | Resultat  |
| ------- | ------- | ----------- | ----------- | --------- |
| Match 1 | 4 april | Boston      | Minneapolis | 118 - 115 |
| Match 2 | 5 april | Boston      | Minneapolis | 128 - 108 |
| Match 3 | 7 april | Minneapolis | Boston      | 110 - 123 |
| Match 4 | 9 april | Minneapolis | Boston      | 113 - 118 |

Boston Celtics vann finalserien med 4-0 i matcher